# Адвокатська доба
Адвокатська доба — етап українського національного руху в Галичині у кінці ХІХ — початку XX ст., провідну роль в якому перебрали на себе представники світської інтелігенції, перш за все молоде покоління українських адвокатів. Це третій по порядковості період національного відродження у період між 1793 та 1939 роками, який є наступним після так званого «попівського» (до 1848) та «професорського» етапів (після 1848) і який передує «різночинському» етапу міжвоєнного періоду. Хронологічно адвокатська доба бере початок у 1890 році та завершується з початком Першої світової війни, співпадаючи з «новою ерою» польсько-українських відносин у політичному житті краю.
Представники цього покоління народилися у 50-70 роках ХІХ століття, здобули правничу освіту у Львівському або Віденському університетах і брати активну участь у громадсько-політичному житті, зокрема займалися політичною діяльністю. Завдяки своїй праці у Віденському парламенті і Галицькому крайовому сеймі, українські адвокати стали учасниками й творцями політичних перетворень не лише в Галичині, але також Австро-Угорщини. Також вони стали засновниками та активними учасниками українських організацій, зокрема страхового товариства «Дністер», товариства «Просвіта», Наукового товариства імені Шевченка, кооперативу «Народна торгівля», «Маслосоюз», «Сільський господар» тощо.

## Передумови
«Весна народів» потрясла Австрійську імперію і спричинилась низку важливих реформ у багатьох сферах суспільного життя. Для адвокатури одним із її результатів стало те, що Верховна судова палата виступила за  адвокатури. Невдовзі було прийнято перший австрійський закон, який стосувався винятково адвокатури і поширювався на територію усієї Габсбурзької монархію. 16 липня 1849 року було прийнято «Тимчасове положення про адвокатський порядок». Постійне «Положення про адвокатуру» з'явилося 6 липня 1868 року та діяло фактично до кінця існування Австро-Угорщини. 1 квітня 1872 року в Австрії був прийнятий «Адвокатський дисциплінарний статут». Весь дисциплінарний контроль над адвокатами і кандидатами в адвокати належав органам адвокатського самоврядування. Статут передбачав створення у кожній адвокатській палаті дисциплінарної ради, яка обиралася на три роки із числа членів палати. Саме впровадження в 60-х роках XIX ст. нового австрійського законодавства стало важливим чинником, що сприяв збільшенню  кількості адвокатів-практиків у Галичині.
Згідно із законом, отримати дозвіл на власну практику було можливо після виконання п'яти умов: наявність завершеної університетської юридичної освіти, здобуття ступення доктора права, шести років практики в канцелярії більш досвідчених колег, проходження річної судової практики і складання фахового іспиту, який дозволяли складати конципієнтам лише після чотирьох років стажування. Іспит складався з двох етапів: під час першого, усного, оцінювали теоретичну підготовку  із знання законодавства; з допомогою другого, письмового, перевіряли навички складання процесуальної документації. Після успішного складання іспиту конципієнтів допускали до самостійних виступів у невеликих судових справах.
Реформи сприяли значному зростанню популярності адвокатського фаху і стрімкому збільшенню кількості адвокатів. Якщо у 1876 році в Галичині було лише 229 адвокатів, то в 1906 — 1270 адвокатів. У цей час за кількістю адвокатів Галичина посідала перше місце з-поміж усіх австрійських провінцій, де нараховувалось 1500 адвокатів.

## Причини
Популярність юридичного факультету в середовищі тогочасної української молоді пояснювалася, окрім нижчої вартості навчання й можливості навчатися дистанційно, наявністю у Львівському університеті двох кафедр з українською мовою викладання: австрійського кримінального і цивільного права. Їх було засновано згідно з цісарським розпорядженням у березні 1862 року, однак професорські посади на обох кафедрах довший час залишались вакантними, що було пов'язано з домаганням адміністрації університету змінити мову викладання на цих кафедрах з української на польську. Полонізація була одним із багатьох негативних наслідків здобуття поляками провідних позицій у Галичині в умовах перетворення Габсбурзької монархії в конституційну державу 1860-1870-х років. Одним із перших викладачів, пізніше професорів на кафедрі цивільного права був призначений Олександр Огоновський, який разом із своїм брат Омеляном був співзасновником товариста «Просвіта» і Наукового товариства імені Шевченка.
Юридична освіта давала ширші перспективи працевлаштування у майбутньому. По-перше, вона відчиняла двері до адвокатури, нотаріату чи судочинства. По-друге, випускник права міг сподіватися на успішну урядову кар’єру, а відтак і на небідне життя. По-третє, вона могла стати сходинкою до політичної кар'єри. Виступаючи захисниками інтересів селян, адвокати здобували популярність серед потенційних виборців. Зокрема у 1911 році із 24 депутатів-українців, обраних до австрійського парламенту, 12 працювали в адвокатурі. Як результат у період з 1876 до 1911 рік кількість слухачів на юридичному факультеті у Львівському університеті зросла вп’ятеро.
1881 року вони засновнували «Кружок правників», який функціонував при львівському студентському товаристві «Дружній лихвар» (а з 1882 року «Академічне Братство»).

## Представники
Ключовим етапом для молодого покоління українських адвокатів став 1890 рік, коли майже одночасно власні канцелярії відкрили в різних містах Галичини члени Кражка правників: Кость Левицький і Степан Федак — у Львові, Теофіл Окуневський  — у Городенці, Андрій Чайковський — у Бережанах. Наступного року відбувається відкриття ще більшого числа адвокатських канцелярій українцями.
До 1900 року у східній частині Галичини нараховувалося близько 30 канцелярій українських адвокатів. А вже станом на 1906 рік в Галичині та Буковині загалом працювало 74 українські адвокати, які становили лише 5% усіх адвокатів краю.
У 1926 році у Галичині нараховувалось 230 адвокатів-українців, 109 з яких були членами Союзу українських адвокатів.
Серед найбільш знакових представників української адвокатури цієї епохи:
- Антін Горбачевський (у Чорткові)
- Кость Левицький (у Львові)
- Андрій Чайковський (у Бережанах)
- Теофіл Окуневський (у Городенці)
- Андрій Кос (у Калуші)
- Михайло Король (у Жовкві)
- Андроник Могильницький (у Рогатині)
- Северин Данилович (у Долині)
- Євген Олесницький (у Стрию)
- Степан Федак (у Львові)
- Євген Петрушевич (у Львові)
- Кирило Трильовський (у Коломиї)
- Іван Макух (у Тлумачі)
- Теофіл Кормош (у Перемишлі)
- Ярослав Кулачковський (у Самборі)
- Микола Лагодинський (у Делятині)
- Володимир Охримович
- Володимир Старосольський
- Лонгин Цегельський
- Степан Шухевич
- Лев Ганкевич
- Лев Бачинський
- Данило Богачевський
- Кость Паньківський

На Прикарпатті у цей час займались адвокатською практикою Іван Мандичевський, Юрій Олесницький, Йосиф Партицький, Олександр Чорненко, Ярослав Крижанівський, Левко Бачинський, Степан Шлапак, Микола Бих, Нестор Савчак, Осип Левицький, Михайло Рабій, Григорій Онуферко.

## Громадська діяльність
Одночасно з початком «адвокатської доби» в національному русі Галичини спостерігалися зміни в економіці, зокрема в кредитно-фінансовій системі. Потреба створення інвестиційних джерел фінансування прискорила організацію мережі  установ для нагромадження капіталу. Такі установи обслуговували зростаючі потреби в кредитуванні дрібних господарів, ліквідовували давню залежність селян та жителів малих міст від лихварів і фінансували розвиток нових економічних форм, зокрема кредитної кооперації. Законодавчою основою для створення різного роду кооперативних товариств став закон «Про заробково-господарські товариства» від 9 квітня 1873 року, що забезпечував автономію кожного кооперативу і забороняв втручання у внутрішні справи сторонніх осіб та державних чиновників, а австрійський уряд, у свою чергу, надавав кооперативним спілкам  підтримку, включаючи фінансову.
Серед різних типів кредитно-фінансових установ цього періоду окреме місце займало кооперативне страхування («убезпечення»), насамперед від вогню. Воно як горма національного гоподарського руху в Галичині зародилося в 1860-1870-х роках, але перші практичні кроки в напрямку організації власне українського старохового товариства започаткували в 1880 р., коли були розроблені необхідні документи й зібрано підписи для створення першого товариства взаємного страхування «Дністер», яке було зареєстровано щойно у грудні 1891 року.
Також утворені господарсько-економічні організації, такі як «Народна Торговля» та «Сільський господар», «Товариство взаїмних забезпечень від вогню, банк «Дністер», Крайовий Союз Кредитовий та Крайовий Союз Ревізійний, страхова компанія «Карпатія», Земельний Іпотечний Банк активно розвивалися і перетворилися на дієву матеріальну підмогу українства.
Представники світської еліти Галичини наприкінці XIX — на початку XX ст. були переважно правниками й економістами, які також долучались до роботи культурно-освітніх об'єднань. Представники «адвокатської доби» добре розуміли визначальну роль культурно-освітнього та економічного чинників у житті народу. Саме адвокати були серед засновників та провідних діячів товариства «Просвіта» і Наукового товариства Тараса Шевченка.